# Trochaloschema shukronajevi
Trochaloschema shukronajevi är en skalbaggsart som beskrevs av Nikolajev 1987. Trochaloschema shukronajevi ingår i släktet Trochaloschema och familjen Melolonthidae. Inga underarter finns listade i Catalogue of Life.